# Coupe d'Élie
La Coupe d'Élie,,,,, est le nom donné à la cinquième coupe de vin utilisée durant le Séder de Pessa'h. Elle fait allusion au prophète Élie.